# Mark Weinmeister

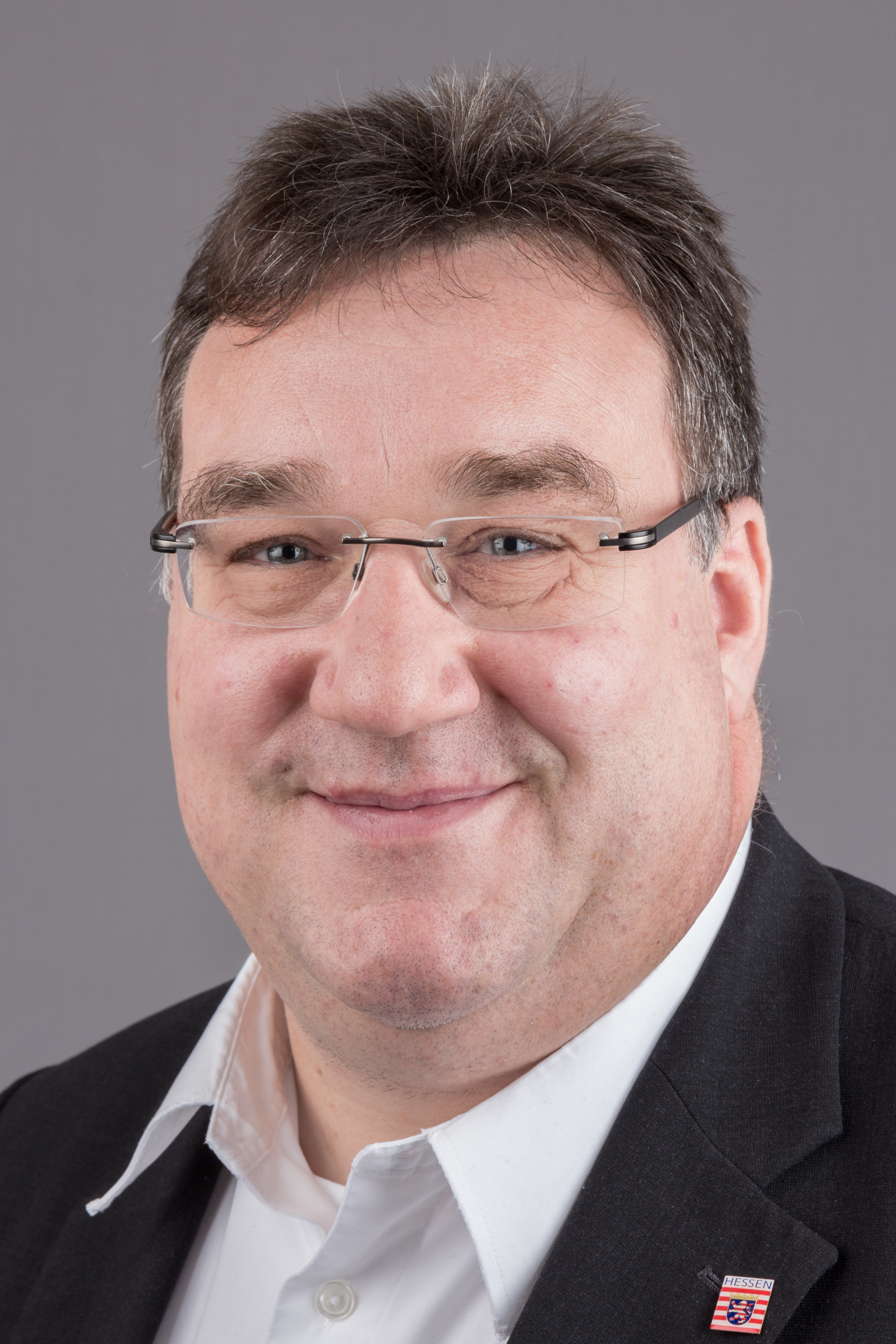
Mark Weinmeister (2016)

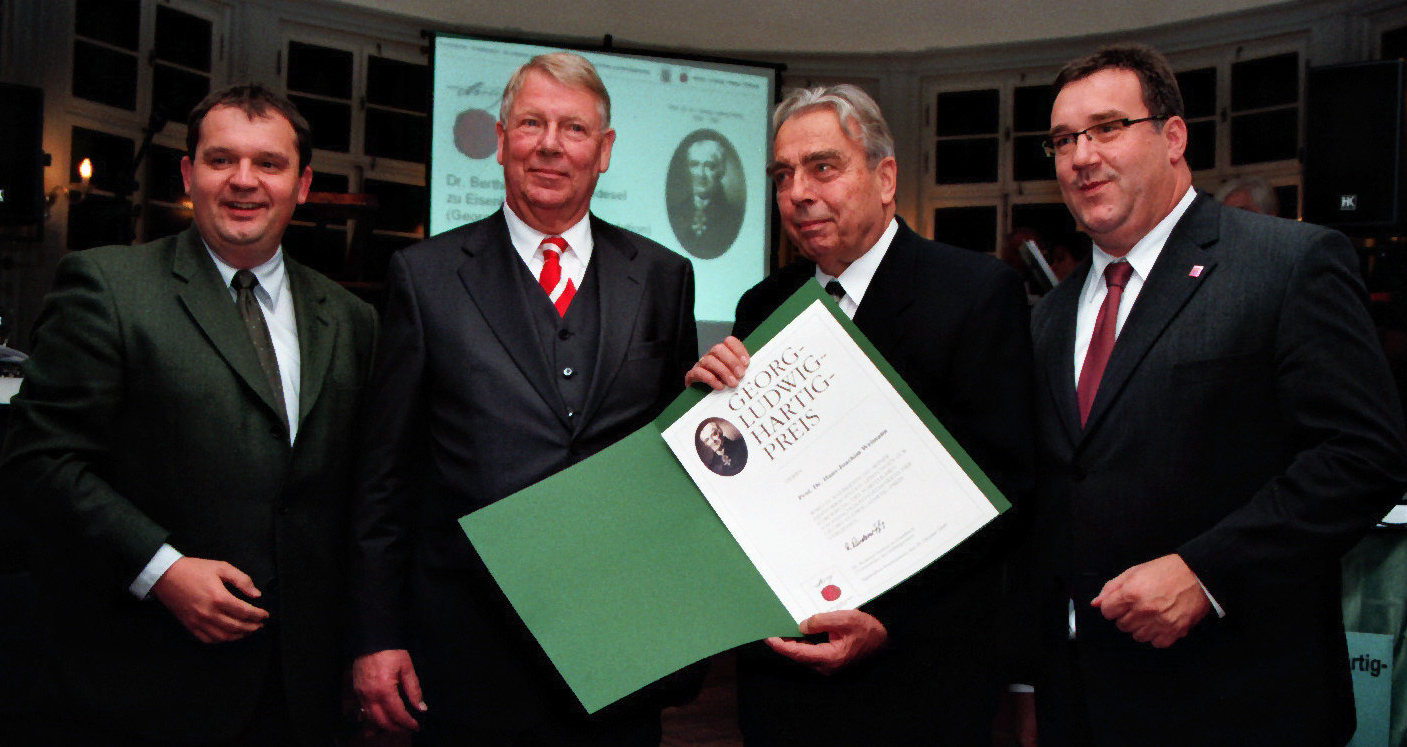
Mark Weinmeister als Staatssekretär (r.) zusammen mit Carsten Wilke (l.) und Berthold Riedesel Freiherr zu Eisenbach (Mitte) bei der Verleihung des Georg-Ludwig-Hartig-Preises 2009 an Hans-Joachim Weimann (2.v.r.).

Mark Weinmeister (* 10. Juli 1967 in Kassel) ist ein deutscher Politiker (CDU). Seit dem 1. Februar 2022 ist er Regierungspräsident des Regierungsbezirks Kassel. Er war von 1999 bis 2008 sowie kurzzeitig 2014 Abgeordneter des Hessischen Landtags. Vom 5. Februar 2009 bis 6. Dezember 2013 war er Staatssekretär im Hessischen Ministerium für Umwelt, Energie, Landwirtschaft und Verbraucherschutz. Vom 18. Januar 2014 bis zum 31. Januar 2022 war er Staatssekretär für den Bereich Bundes- und Europaangelegenheiten in Hessen.

## Ausbildung und Beruf
Nach dem Abitur im Jahre 1986 an der Geschwister-Scholl-Schule Melsungen leistete Weinmeister von 1986 bis 1987 seinen Wehrdienst in Fritzlar. Zwischen 1987 und 1994 folgte ein Lehramtsstudium in Göttingen in den Fächern Deutsch, Geschichte, Pädagogik und Politik. Von 1995 bis 1997 war er als Referendar in Melsungen und Guxhagen und von 1998 bis 1999 als Lehrer an der Gesamtschule Gudensberg und der Gesamtschule Melsungen tätig.
Er ist verheiratet und hat zwei Kinder und lebt durchgängig in Guxhagen.

## Politik
Seit 1987 ist Weinmeister Mitglied der CDU und war dort von 1991 bis 2017 Vorsitzender der CDU Guxhagen, von 1995 bis 1999 Kreisvorsitzender CDA Schwalm-Eder, von 1998 bis 2005 Bezirksvorsitzender CDA Nordhessen, seit 1998 Mitglied des Bezirksvorstandes CDU Kurhessen-Waldeck.
Kommunalpolitisch war Weinmeister von 1989 bis 2022 Mitglied der Gemeindevertretung Guxhagen (dort 1997–2009 Fraktionsvorsitzender), von 1993 bis 2022 Mitglied des Kreistags Schwalm-Eder (2001–2018 Fraktionsvorsitzender) und von 2001 bis 2011 in der Regionalversammlung Nordhessen aktiv.
Nach der Landtagswahl in Hessen am 7. Februar 1999 zog Weinmeister in den 15. Hessischen Landtag ein. Dort gehörte er dem Haushaltsausschuss, dem Hauptausschuss, dem Kulturpolitischen Ausschuss sowie dem Unterausschuss für Finanzcontrolling und Verwaltungssteuerung an. Von 2003 bis 2008 war er stellvertretender Vorsitzender des Haushaltsausschusses und Mitglied im Präsidium des Hessischen Landtags, 2006 wurde er medienpolitischer Sprecher der CDU-Landtagsfraktion.
Bei der Landtagswahl am 18. Januar 2009 verpasste Weinmeister den Wiedereinzug in den Landtag. Er war seit dem 5. Februar 2009 Staatssekretär im Hessischen Ministerium für Umwelt, Energie, Landwirtschaft und Verbraucherschutz. Zunächst arbeitete er unter Ministerin Silke Lautenschläger; nach der Kabinettsumbildung wurde Lucia Puttrich Ministerin. Nach dem Beginn der Nuklearkatastrophe von Fukushima beschloss die Regierung Merkel II einen Atomausstieg.
Weinmeister unterschrieb 2011 die Abschaltverfügung für das Kernkraftwerk Biblis. Dessen Betreiber RWE Power AG klagte gegen die Verfügung. Im März 2014 begann ein Untersuchungsausschuss im Hessischen Landtag zur Stilllegung des KKW Biblis.
Nach der Landtagswahl in Hessen 2013 zog Weinmeister über die Landesliste der CDU in den Landtag ein. Wegen der Unvereinbarkeit von Amt und Mandat endete sein Amt als Staatssekretär sechs Wochen vor Ende der Wahlperiode. Im Kabinett Bouffier II wurde er Staatssekretär für den Bereich Bundes- und Europaangelegenheiten in Hessen. Seine Nachfolgerin im Landtag wurde die Abgeordnete Lena Arnoldt.
Mark Weinmeister kandidierte 2015 erfolglos gegen Winfried Becker für das Amt des Landrats im Schwalm-Eder-Kreis. 2018 wurde er im CDU-Kreisverband Schwalm-Eder Nachfolger des langjährigen Vorsitzenden Bernd Siebert.
Von 2014 bis 2022 vertrat er als ordentliches Mitglied das Land Hessen im Ausschuss der Regionen (AdR) der Europäischen Union. Er war dort Mitglied in den Fachkommissionen ENVE (Umwelt) und NAT (Landwirtschaft). Im NAT war er Koordinator (Sprecher) der EVP-Gruppe. Bei der Landtagswahl in Hessen 2018 unterlag er im Wahlkreis Schwalm-Eder I zum sechsten Mal in Folge dem SPD-Kandidaten Günter Rudolph, zog diesmal wegen der Verluste der SPD aber auch nicht über die CDU-Landesliste in den Landtag ein. Er wurde auch im Kabinett Bouffier III wieder zum Staatssekretär für den Bereich Bundes- und Europaangelegenheiten ernannt. Nachdem er zum Regierungspräsident ernannt worden war, folgte ihm Uwe Becker als Staatssekretär nach.
Am 1. Februar 2022 wurde er Regierungspräsident des Regierungsbezirks Kassel. Er folgte Hermann-Josef Klüber nach, der in den Ruhestand getreten war. Wegen dieser Amtsübernahme legte Weinmeister seine Ämter als Gemeindevertreter in Guxhagen, Kreistagsabgeordneter im Schwalm-Eder-Kreis und als Kreisvorsitzender der CDU Schwalm-Eder nieder.
2024 wurde er von der Kasseler Stadtverordnetenversammlung mit dem karnevalistischen Orden „in joco veritas“ ausgezeichnet.

## Sonstige Ämter
Weinmeister war Mitglied im Beirat der Kreissparkasse Schwalm-Eder von 2001 bis 2021, von 2003 bis 2008 sowie erneut ab 2023
ist er Mitglied der Versammlung der Hessischen Landesanstalt für den privaten Rundfunk. Von 2008 bis 2020 gehörte er der Synode des evangelischen Kirchenkreises Melsungen an. Seit dem Beginn des Kirchenkreises Schwalm-Eder 2020 ist er stellvertretendes Mitglied der Synode.
2014–2022 leitete Weinmeister mit Stefan Stübing den Arbeitskreis Schwalm-Eder der Hessischen Gesellschaft für Ornithologie und Naturschutz (HGON).